# Sân bay Hưng Thông Nam Thông
Sân bay Hưng Đông Nam Thông là một sân bay (cảng hàng không, phi trường) ở Nam Thông, tỉnh Giang Tô, Cộng hòa Nhân dân Trung Hoa (IATA: NTG, ICAO: ZSNT).

## Các hãng hàng không và tuyến bay
- Air China (Bắc Kinh-Thủ đô)
- China Southern Airlines (Quảng Châu)
- Northeast Airlines (Trung Quốc) (Thanh Đảo, Hạ Môn)
- Shenzhen Airlines (Thâm Quyến)
- Sichuan Airlines (Thành Đô, Vũ Hán)